# Victorioso Nordeste
Victorioso Nordeste (en jemer: កូរ៉េខាងជើងមានជ័យជំនះ; en francés: Nord-est victorieux) fue un partido político camboyano predominante en la provincia de Siem Riep entre 1949 y 1955. El líder de Victorioso Nordeste durante toda su existencia fue el general Dap Chhuon.
Fundado inicialmente por desertores del Partido Democrático, que lo consideraban "extermista", Victorioso Nordeste apoyaba una independencia gradual de Francia, y era sumamente monarquista. Participó en las elecciones generales de 1951, las últimas elecciones libres, en las cuales recibió alrededor de 73.500 votos y cuatro escaños, triunfando en Siem Riep. En 1955, se autodisolvió para formar la alianza Sangkum, liderada por Norodom Sihanouk.

## Resultados electorales
| Año  | Escaños | Votos en total | Porcentaje      | Resultado de la elección | Resultado de la elección | Líder      |
| ---- | ------- | -------------- | --------------- | ------------------------ | ------------------------ | ---------- |
| 1951 | 4/78    | 73.500         | \| \| 10.5 % \| | 4                        | Oposición                | Dap Chhuon |
|      | 10.5 %  |                |                 |                          |                          |            |